# Людвіково (гміна Битонь)
Людвіково (пол. Ludwikowo) — село в Польщі, у гміні Битонь Радзейовського повіту Куявсько-Поморського воєводства.
Населення — 62 особи (2011).
У 1975-1998 роках село належало до Влоцлавського воєводства.

## Демографія
Демографічна структура станом на 31 березня 2011 року:
|          | Загалом | Допрацездатний вік | Працездатний вік | Постпрацездатний вік |
| -------- | ------- | ------------------ | ---------------- | -------------------- |
| Чоловіки | 29      | 12                 | 15               | 2                    |
| Жінки    | 33      | 8                  | 14               | 11                   |
| Разом    | 62      | 20                 | 29               | 13                   |